# Simón Tejedor
Simón Tejedor (Herrera del Duque, de Badajoz) fue ordenanza del general Pavía.

## Trayectoria
No se conoce cuando comenzó su carrera. Se sabe que era ordenanza del general Pavía, lo rescató en solitario, de un grupo de enemigo que le llevaba prisionero. Por ello, obtuvo sucesivos ascensos, hasta llegar a ser capitán. Después colaboró con el mismo Pavía en el golpe de Estado para disolver las Cortes constituyentes, el 3 de enero de 1874, que acabó con la 1.ª República.
Al retirarse del ejército, Simón Tejedor, fue nombrado alcalde perpetuo de Herrera del Duque, en cuyo ejercicio murió en estado soltero.